# Julie Taymor
Julie Taymor (Newton, Massachusetts, 15 de desembre del 1952) és una artista multimèdia, directora estatunidenca de musicals de Broadway, òpera i cinema.
Ha estat nominada quatre vegades als premis Tony, que ha obtingut dues vegades. També fou nominada per als Oscars una vegada.
Estudià a l'Escola de Mim de París amb Jacques Lecoq, així com mitologia i folclore a l'Oberlin College d'Ohio, on es graduà amb honors. Les seves obres destaquen per la riquesa musical, originalitat i l'àmplia coloració.
Ha adaptat i musicalitzat obres de William Shakespeare en teatre i cinema. Va dirigir La flauta màgica de Mozart al Metropolitan Opera de Nova York i altres obres líriques com L'holandès errant de Wagner i Èdip Rei de Stravinski.
Al llargmetratge Frida (que va obtenir l'Oscar a la millor banda sonora) narra la vida de la pintora mexicana Frida Kahlo, amb la participació de les cantants mexicanes Chavela Vargas i Lila Downs. Per al film A través de l'univers, Taymor va obtenir els drets de 30 cançons dels Beatles per 10 milions de dòlars.
Taymor viu i treballa a Nova York.

## Premis i nominacions

### Premis
- 1993. Primetime Emmy al millor vestuari en programa musical o de varietats per Great Performances: Oedipus Rex

### Nominacions
- 2002. Lleó d'Or per Frida
- 2003. Oscar a la millor cançó original per Frida amb "Burn It Blue"